# Ернест Курто де Сіссе
Ернест-Луї-Октав Курто де Сіссе (фр. Ernest Louis Octave Courtot de Cissey; 12 вересня 1810, Париж — 15 червня 1882, там само) — французький військовий і державний діяч, сенатор (17 грудня 1875), дивізійний генерал (13 серпня 1863), очолював кабінет міністрів Франції з 22 травня 1874 до 10 березня 1875.

## Біографія
Народився у столиці Франції в родині вихідців з Бургундії. Здобув блискучу військову освіту в  Національному військовому училищі в Ла-Флеш, а потім у військовій академії Сен-Сір. Почав службу в званні лейтенанта в 1832 році. У 1839 отримує звання капітана.
Служив в Алжирі, в 1850 отримує військове звання підполковника. Брав участь у Кримській війні 1853-1856: 25 лютого 1854 призначений начальником штабу 2-ї піхотної дивізії Східної армії, з 17 березня 1855 – бригадний генерал, з 23 березня 1855 р. начальник штабу 2-го армійського корпусу Східної армії.
З 1856 знову служив в Алжирі: з 28 червня 1856 перебував у розпорядженні Генерал-губернатора Алжира. З 27 лютого 1857 начальник штабу командування Південно-Східного округу Алжирського генерал-губернаторства.
З 12 грудня 1860 член Комітету Генерального штабу, одночасно обіймав посади: з 11 травня до 31 грудня 1861 генерал-інспектор жандармерії IV округу, з 8 квітня по 31 грудня 1862 – генерал-інспектор жандармерії V округу, з 18 квітня по 31 грудня 1863 знову генерал-інспектор жандармерії IV округу.
16 квітня 1864 призначений генерал-інспектором піхоти IV округу, 10 вересня 1864 залишив посаду члена Комітету Генерального штабу з призначенням командувачем військ 16-го військового округу (Ренн) (одночасно до 31 грудня 1864 був генерал-інспектором піхоти IV округу).
Одночасно, з 2 травня до 31 грудня 1866 – генерал-інспектор піхоти XX округу, з 25 травня 1867 по 31 грудня 1867 – генерал-інспектор піхоти XXII, а з 8 квітня 1868 по 31 грудня 1868 – генерал-інспектор піхоти VI округу.
З 18 травня 1869 – командир 1-ї піхотної дивізії другого Шалонського табору (deuxième camp de Châlons). Одночасно, з 26 травня 1869 р. генерал-інспектор піхоти XXIII округу.
У 1870–1871 роках де Сіссе брав участь у Франко-прусській війні: з 16 липня 1870 – командир 1-ї піхотної дивізії IV корпусу Рейнської армії. З 29 жовтня 1870 перебував у полоні. Після війни брав безпосередню участь у репресіях проти «внутрішніх ворогів» – комунарів, з 6 квітня 1871 командував 2-м корпусом Версальської армії.
5 червня 1871 Курто де Сіссе отримав портфель військового міністра Франції, 2 липня 1871 обраний депутатом Національних зборів від департаменту Іль і Вілен. 24 травня 1873 покинув пост міністра, і 28 вересня отримав у командування 9-й армійський корпус, з 14 жовтня 1873 –одночасно й посаду командувача військ 18-го військового округу. З 22 травня 1874 знову військовий міністр та в.о. (віце-голова) голови Ради міністрів Франції.
9 березня 1875 року залишив посаду в.о. (віце-голови) голови Ради міністрів Франції, а 15 серпня 1876 – і посаду Військового міністра. 12 грудня 1875 р. закінчилися його повноваження як депутата Національних Зборів. З цього дня він став довічним сенатором. З 31 березня 1878 р. – командир 11-го армійського корпусу.
У 1880 році був замішаний у скандалі, що зіграв політичну роль. Курто де Сіссе був звинувачений у передачі секретних документів німецькому шпигуну, яким була дружина його підлеглого Юнга. Дружина Юнга, уроджена Каулла, була у любовному зв'язку з військовим міністром Курто де Сіссе і нібито користувалася цим зв'язком для отримання інформації та продажу їх Німеччини. Обвинувачення доведено не було, але генерал втратив свою посаду.
Ернест-Луї-Октав Курто де Сіссе помер 15 червня 1882 року в Парижі.